# Austin Gomber
Austin Zachary Gomber (Winter Garden, Florida, 23 de noviembre de 1993), más conocido como Austin Gomber, es un jugador profesional estadounidense de béisbol que se desempeña en la posición de lanzador en Colorado Rockies, equipo de las Grandes Ligas de Béisbol (MLB).

## Carrera
Gomber hizo su debut en la MLB con el equipo St. Louis Cardinals, en el cual jugó dos temporadas (2018, 2020), después pasó a Colorado Rockies, donde lleva jugando cuatro temporadas.